# ASB Classic 2013
ASB Classic 2013 — жіночий тенісний турнір, що проходив на відкритих кортах з твердим покриттям. Це був 28-й турнір ASB Classic. Належав до турнірів WTA International в рамках Туру WTA 2013. Відбувся в ASB Tennis Centre в Окленді (Нова Зеландія) з 31 грудня 2012 до 6 січня 2013 року.

## Учасниці основної сітки в одиночному розряді

### Сіяні пари
| Країна    | Гравчиня           | Рейтинг1 | Сіяна |
| --------- | ------------------ | -------- | ----- |
| Польща    | Агнешка Радванська | 4        | 1     |
| Німеччина | Юлія Гергес        | 18       | 2     |
| Бельгія   | Яніна Вікмаєр      | 23       | 3     |
| КНР       | Чжен Цзє           | 26       | 4     |
| Румунія   | Сорана Кирстя      | 27       | 5     |
| Казахстан | Ярослава Шведова   | 29       | 6     |
| США       | Крістіна Макгейл   | 33       | 7     |
| Німеччина | Мона Бартель       | 39       | 8     |

- 1 Рейтинг подано станом на 24 грудня 2012

### Інші учасниці
Нижче наведено учасниць, які отримали вайлдкард на участь в основній сітці:
- Елені Даніліду
- Коко Вандевей
- Ежені Бушар

Нижче наведено гравчинь, які пробились в основну сітку через стадію кваліфікації:
- Стефані Дюбуа
- Нудніда Луангам
- Грейс Мін
- Анастасія Севастова

Учасниці, що потрапили до основної сітки як щасливий лузер:
- Грета Арн

### Відмовились від участі
До початку турніру
- Петра Цетковська
- Крістіна Младенович
- Полона Герцог
- Віра Звонарьова[1] (травма плеча)

### Знялись
- Сорана Кирстя (хвороба)

## Учасниці основної сітки в парному розряді

### Сіяні пари
| Країна        | Гравчиня        | Країна          | Гравчиня          | Рейтинг1 | Сіяна |
| ------------- | --------------- | --------------- | ----------------- | -------- | ----- |
| Німеччина     | Юлія Гергес     | Казахстан       | Ярослава Шведова  | 47       | 1     |
| Нова Зеландія | Марина Еракович | Велика Британія | Гезер Вотсон      | 104      | 2     |
| Латвія        | Ліга Декмеєре   | США             | Меган Мултон-Леві | 157      | 3     |
| США           | Джилл Крейбас   | Греція          | Елені Даніліду    | 171      | 4     |

- 1 Рейтинг подано станом на 24 грудня 2012

## Переможниці та фіналістки

### Одиночний розряд
- Агнешка Радванська —  Яніна Вікмаєр 6–4, 6–4
- Для Радванської це був 11-й титул за кар'єру. За цим показником вона стала 10-ю серед активних шахісток, зрівнявшись з Аною Іванович і Анабель Гаррігес.

### Парний розряд
- Кара Блек /  Анастасія Родіонова —  Юлія Гергес /  Ярослава Шведова 2–6, 6–2, [10–5]